# Осюков, Григорий Лаврентьевич
Григорий Лаврентьевич Осюков (1919 — 1990)  — советский военачальник, генерал-майор РВСН.

## Биография
Родился в деревне Чешегора (ныне — Пинежский район, Архангельская область) в крестьянской семье. Русский.
В ряды РККА призван Октябрьским РВК города Архангельска в ноябре 1939 года.
Участник Великой Отечественной войны с июня 1941 года. Воевал на Южном, Северо-Западном, Брянском, 1-м и 2-м Ленинградском, Калининском и Ленинградском фронтах. Член ВКП(б) с 1943 года. Занимал должность помощника начальника штаба 824-го гаубичного артиллерийского полка 35-й гаубичной артиллерийской бригады 15-й артиллерийской дивизии прорыва РГК. В августе 1941 года был ранен в руку.
В июле 1957 года полковник Г. Л. Осюков назначен командиром 7-й гвардейской минометной бригады. С 30 сентября 1959 года командовал 15-й гвардейской инженерной бригадой РВВК, а с 7 октября 1960 по 31 марта 1966 года — командир 33-й ракетной дивизии.
Умер в результате инсульта. Похоронен, согласно завещанию, в родном селе.

## Награды
Награждён двумя орденами Отечественной войны 1-й степени (11.07.1944, 11.03.1985), четырьмя орденами Красной Звезды (16.08.1943, 19.02.1944, …) и медалями.